# 零跑汽車

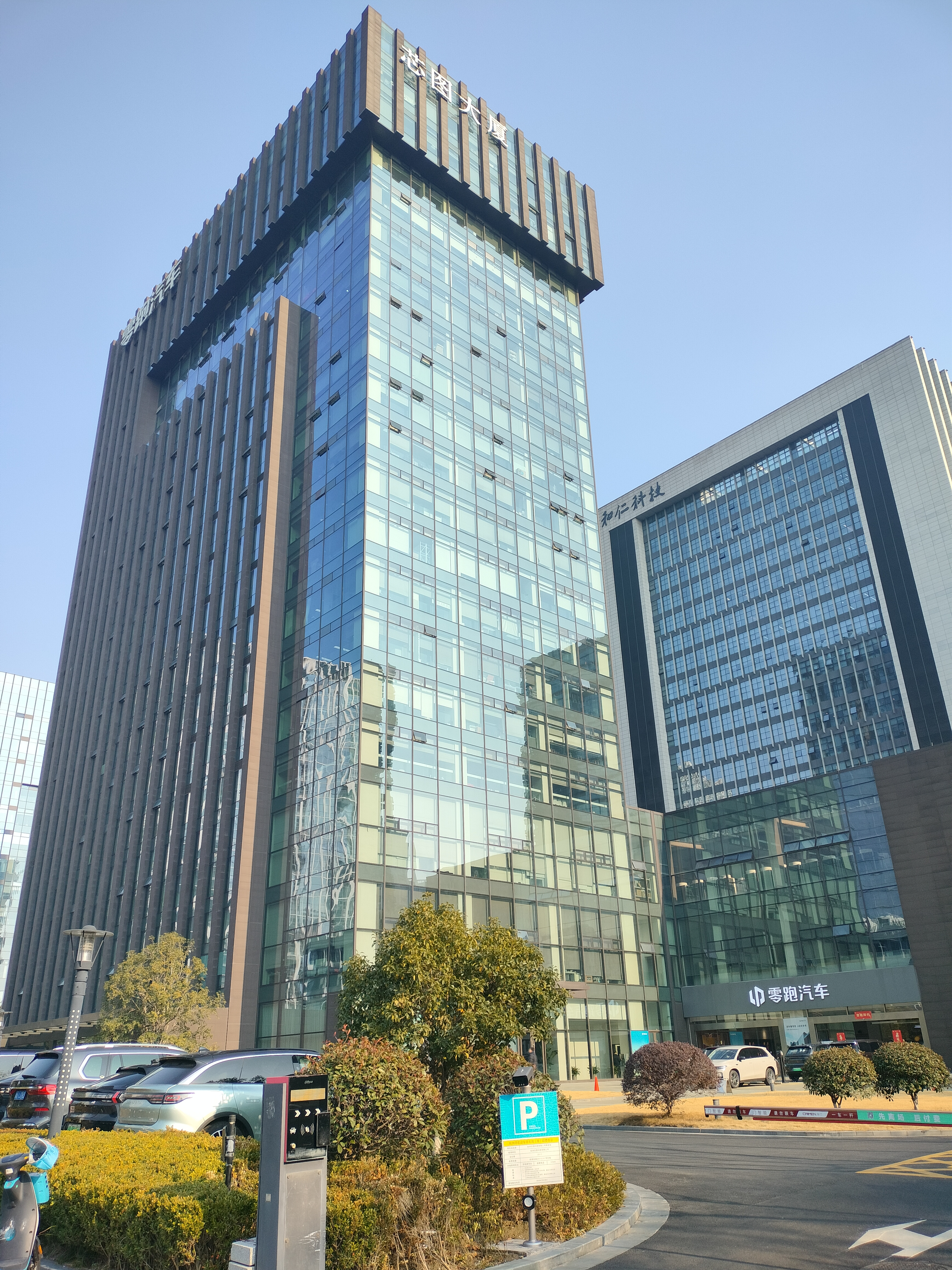
位于杭州滨江芯图大厦的零跑汽车总部

零跑汽车（英語：Leapmotor，港交所：9863）是一家总部位于中国大陸浙江省杭州市的电动汽车制造商。

## 历史
2015年12月，大华股份与控股股东傅利泉、董事朱江明等创立浙江零跑科技有限公司。值得一提的是，傅利泉和朱江明亦为大华股份的联合创始人。2017年3月，零跑汽车品牌正式发布。
2017年11月，零跑汽车发布其首款产品零跑S01。2019年1月，零跑S01正式上市，零跑同时公布将由长江汽车代工生产；同年6月，零跑S01开始批量交付。
由于零跑汽车的代工方为长江乘用车，其大股东长江汽车在2020年进入破产清算，引发大众对零跑汽车生产能力的担忧。2020年12月，零跑汽车全资收购了福建新福达汽车工业有限公司，从而获得了后者的新能源汽车生产资质。
2022年9月29日，零跑汽车在港交所主板挂牌上市。
2023年10月26日，Stellantis集团宣布将投资约15亿欧元以获取零跑汽车约20%的股权，并获得零跑汽车董事会的2个席位。双方还将成立名为“零跑国际”的合资公司，负责零跑汽车在海外的出口、销售和制造业务，由斯特兰蒂斯委任该公司的CEO。同日大华股份公告称，将向斯特兰蒂斯转让其所持的所有零跑汽车股份，占零跑总股本的7.88%。
2024年2月19日，斯泰兰蒂斯宣布将深化与中国零跑汽车的合作协议并在意大利都灵引入相关车型的生产，预计年产能将在2025年或2026年达到15万辆。

## 车型
- 零跑C01（英语：Leapmotor C01）：轿车，另设有增程版本
- 零跑C10（英语：Leapmotor C10）：中大型SUV
- 零跑C11（英语：Leapmotor C11）：中大型SUV，另设有增程版本
- 零跑C16（英语：Leapmotor C16）：大型SUV，另设有增程版本
- 零跑S01（英语：Leapmotor S01）：双门轿跑
- 零跑T03（英语：Leapmotor T03）：五门掀背车
- 零跑B10（英语：Leapmotor B10）：緊湊型SUV

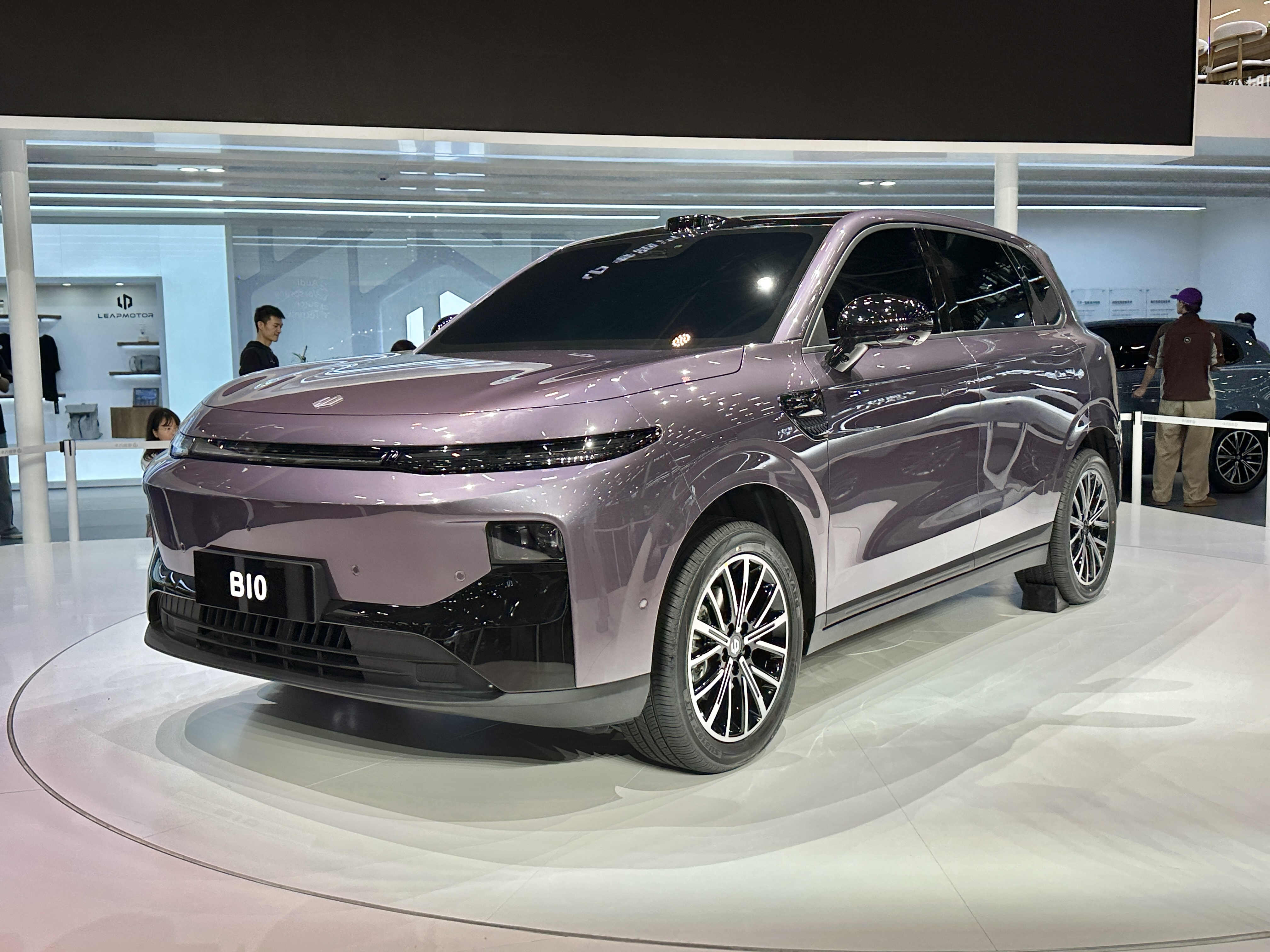
B10
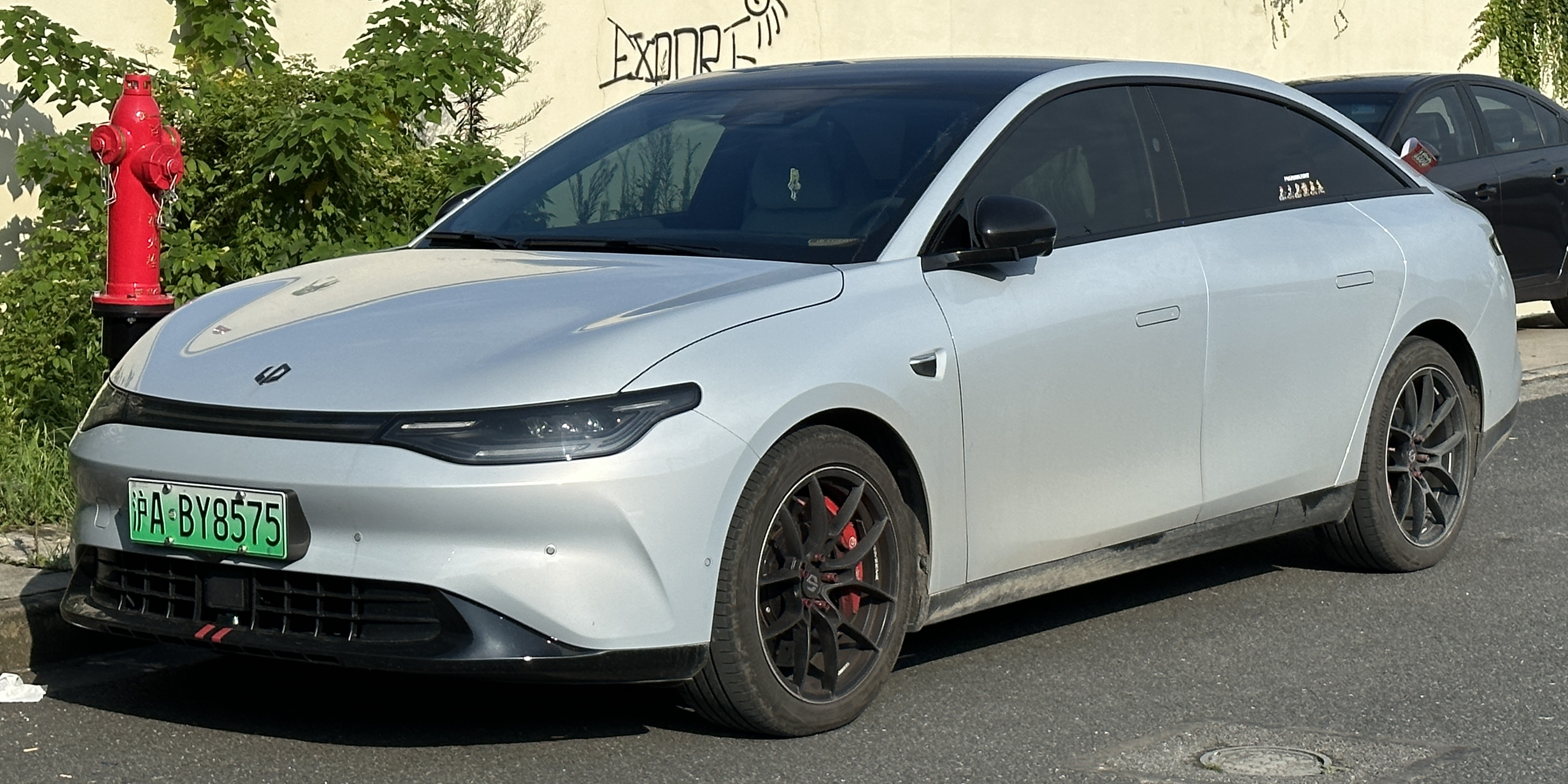
C01
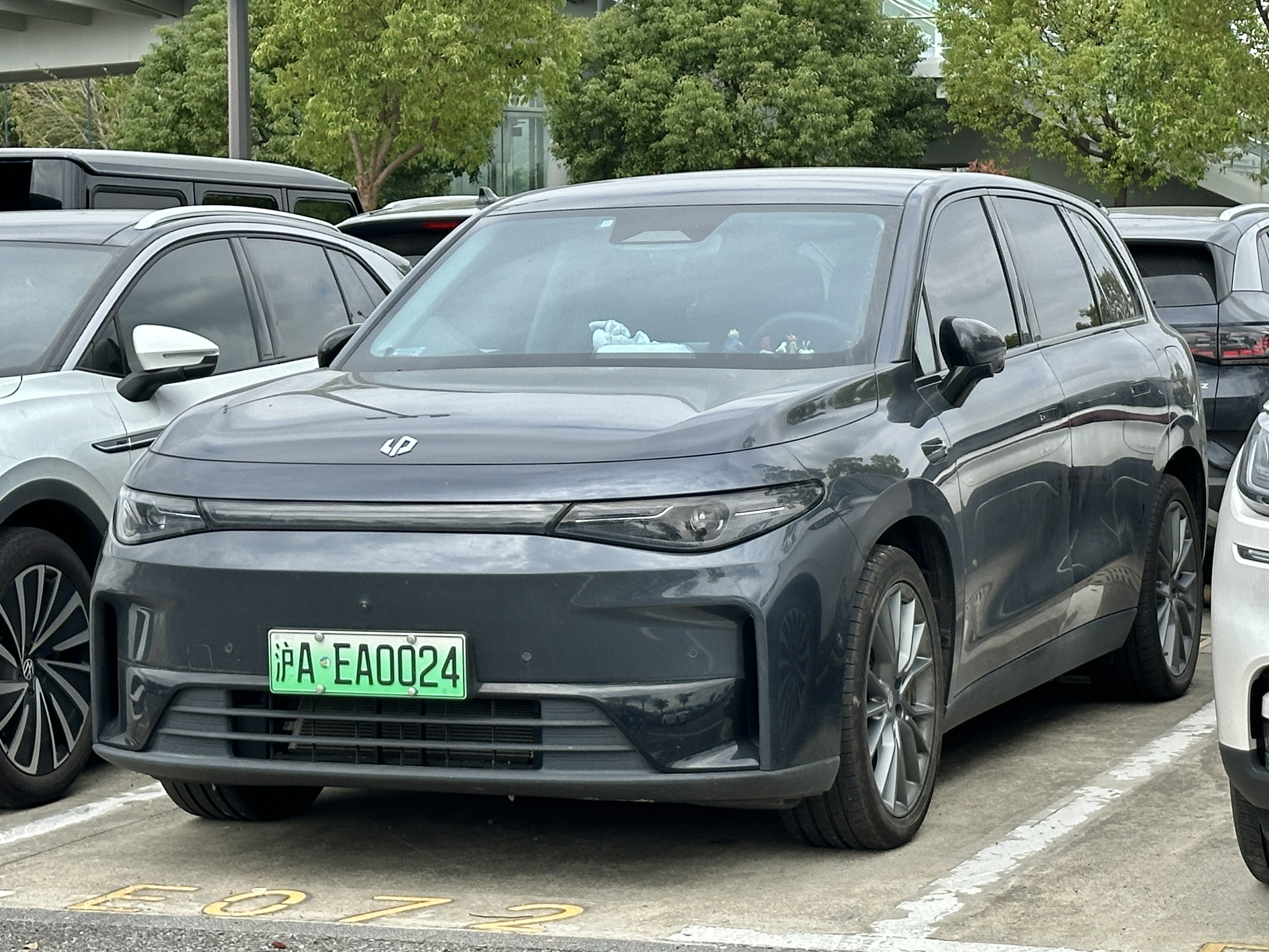
C10
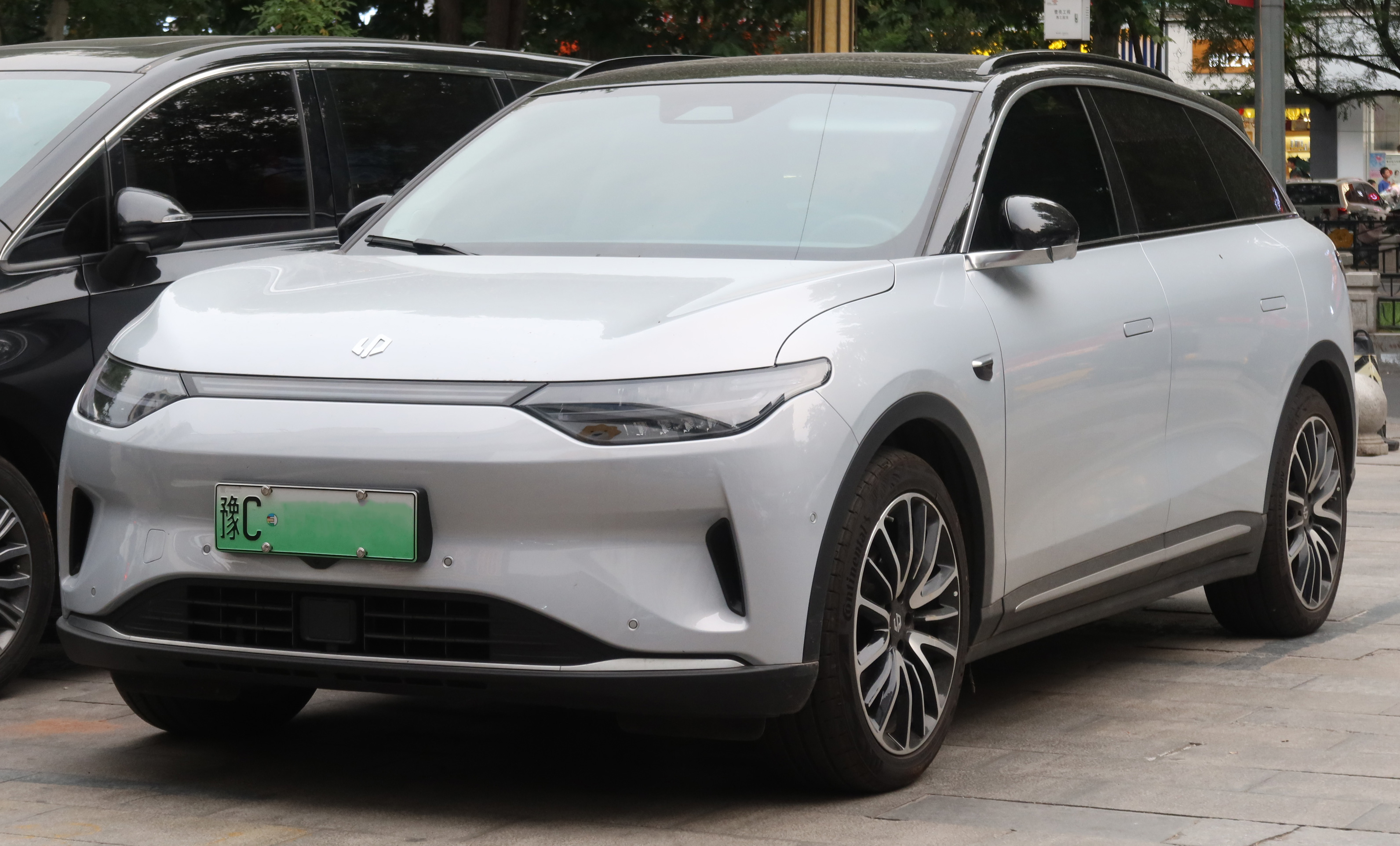
C11
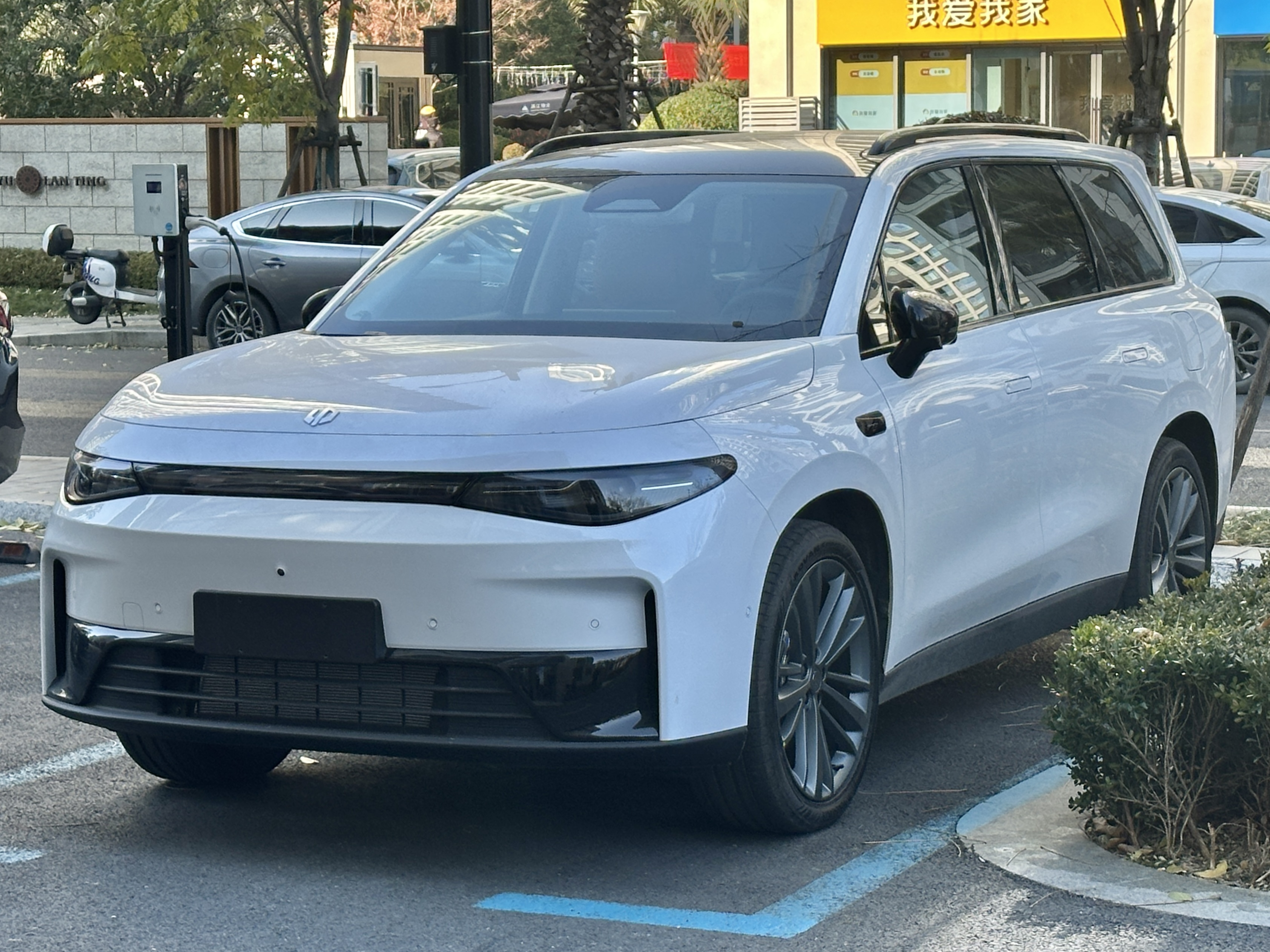
C16
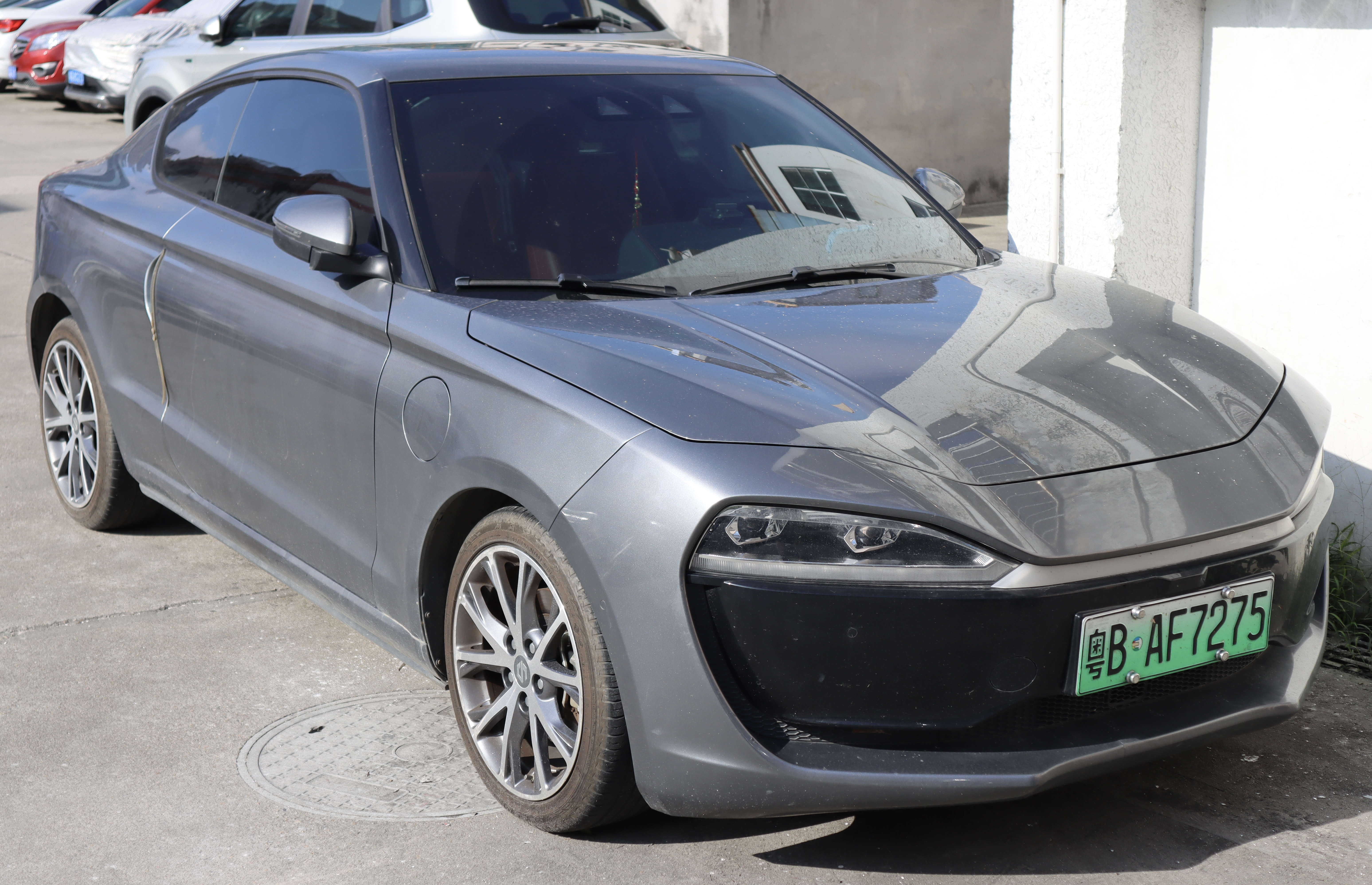
S01
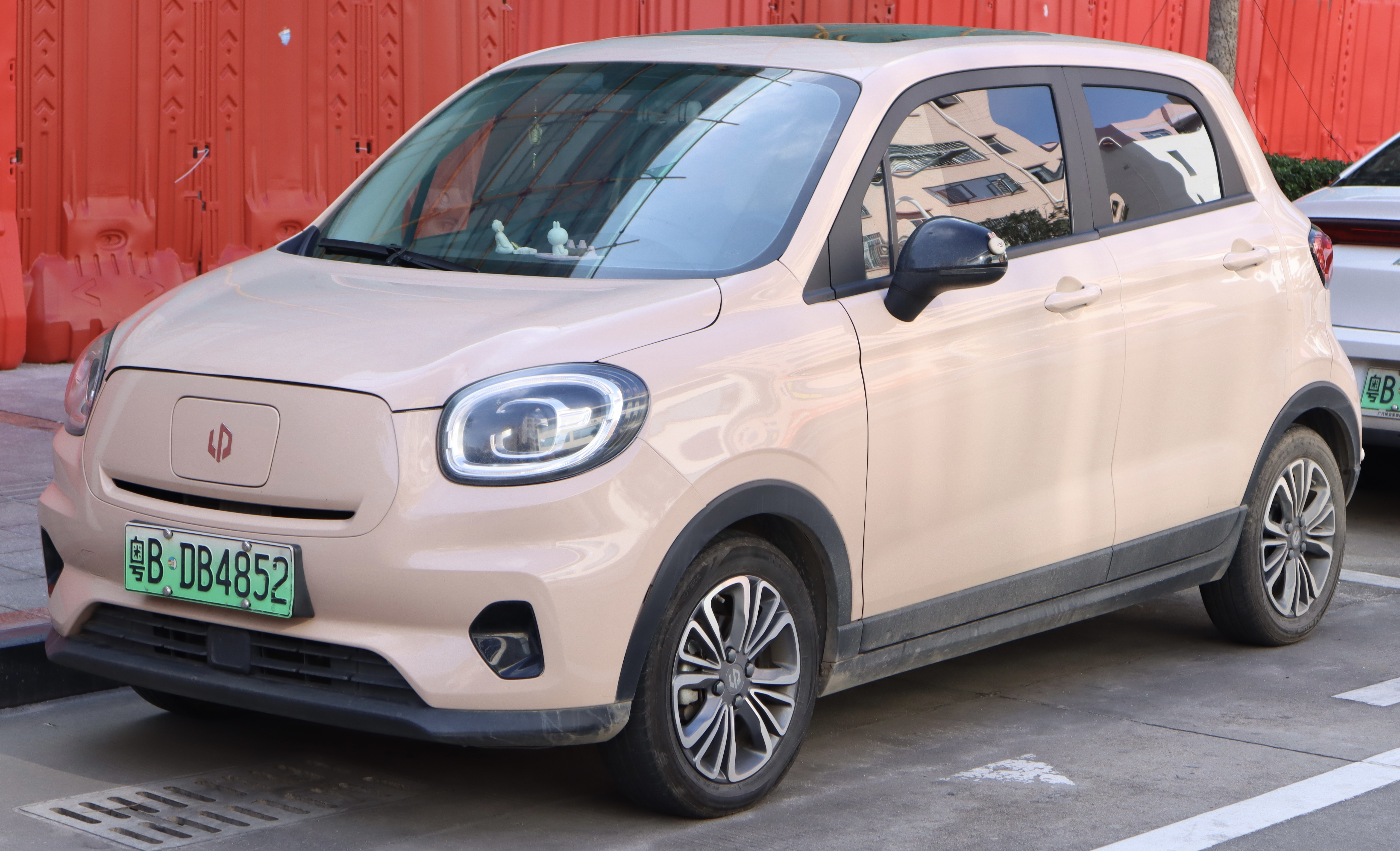
T03

## 销量

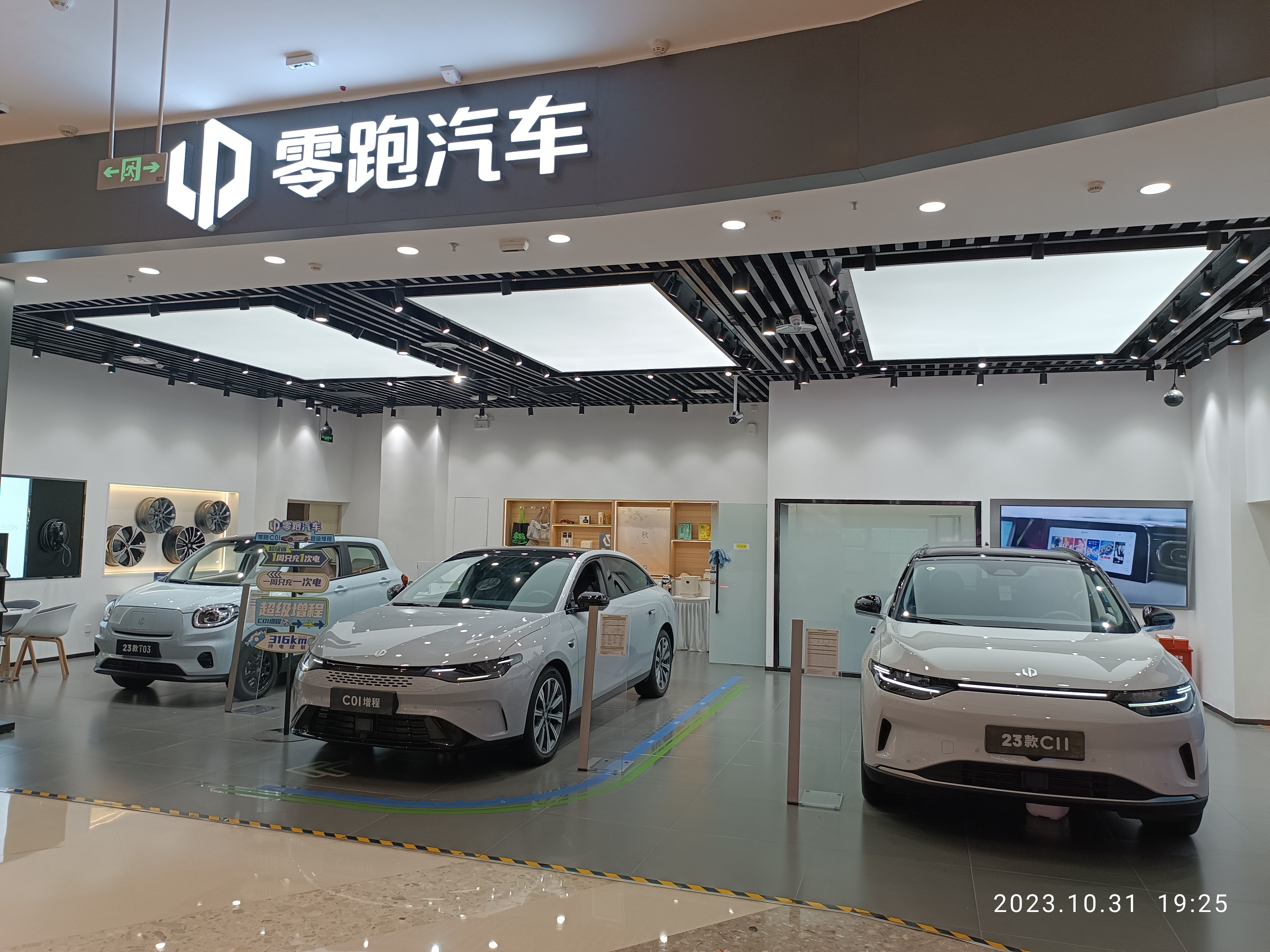
深圳零跑汽車展廳

| 年份 | 銷量    |
| ---- | ------- |
| 2019 | 1,000   |
| 2020 | 11,391  |
| 2021 | 43,121  |
| 2022 | 111,168 |
| 2023 | 144,155 |
| 2024 | 293,724 |